# Kăklița, Kărdjali
Kăklița (în  Къклица) este un sat în comuna Krumovgrad, regiunea Kărdjali,  Bulgaria. 

## Demografie
Componența etnică a satului Kăklița
     Turci (97,77%)
     Nicio identificare (2,22%)
     Altele (0%)
La recensământul din 2011, populația satului Kăklița era de 90 locuitori. Din punct de vedere etnic, majoritatea locuitorilor (97,77%) erau turci. Pentru 2,22% din locuitori nu este cunoscută apartenența etnică.